# تازه‌آباد جانکاه
تازه‌آباد جانکاه روستایی در دهستان خرارود بخش مرکزی شهرستان سیاهکل استان گیلان ایران است.

## جمعیت
بر پایه سرشماری عمومی نفوس و مسکن در سال ۱۳۹۵ جمعیت این روستا ۹۶۷ نفر (۳۱۷خانوار) بوده‌است.